# آلبرت د بونه
آلبرت د بونه (انگلیسی: Albert De Bunné؛ ۱۶ فوریهٔ ۱۸۹۶ – تاریخ ورودی نامعتبر است) دوچرخه‌سوار اهل بلژیک بود.